# Markus Raetz
Markus Raetz, född 6 juni 1941 i Büren an der Aare i kantonen Bern, död 14 april 2020 i
Bern, var en schweizisk målare, skulptör och konceptkonstnär.
Markus Raetz utbildade sig till lärare i Münchenbuchsee och Bern, och undervisade därefter i grundskolan i Brügg under två år till 1963. Han övergick därefter till bildkonst. 
Markus Raetz deltog i 4. documenta, documenta 5 och documenta 7 i Kassel i Tyskland, samt i schweiziska paviljongen i Venedigbiennalen 1988.
Han var sedan 1970 gift med Monika Müller. Han bodde och arbetade i Bern.

## Offentliga verk i urval
- Der Kopf, 1984, i Merian Park i Basel
- Mimi, betong, 1985-86, Château de Kerguéhennec i Bretagne i Frankrike
- Hode, 1992, Vestvågøy i Norge

## Galleri

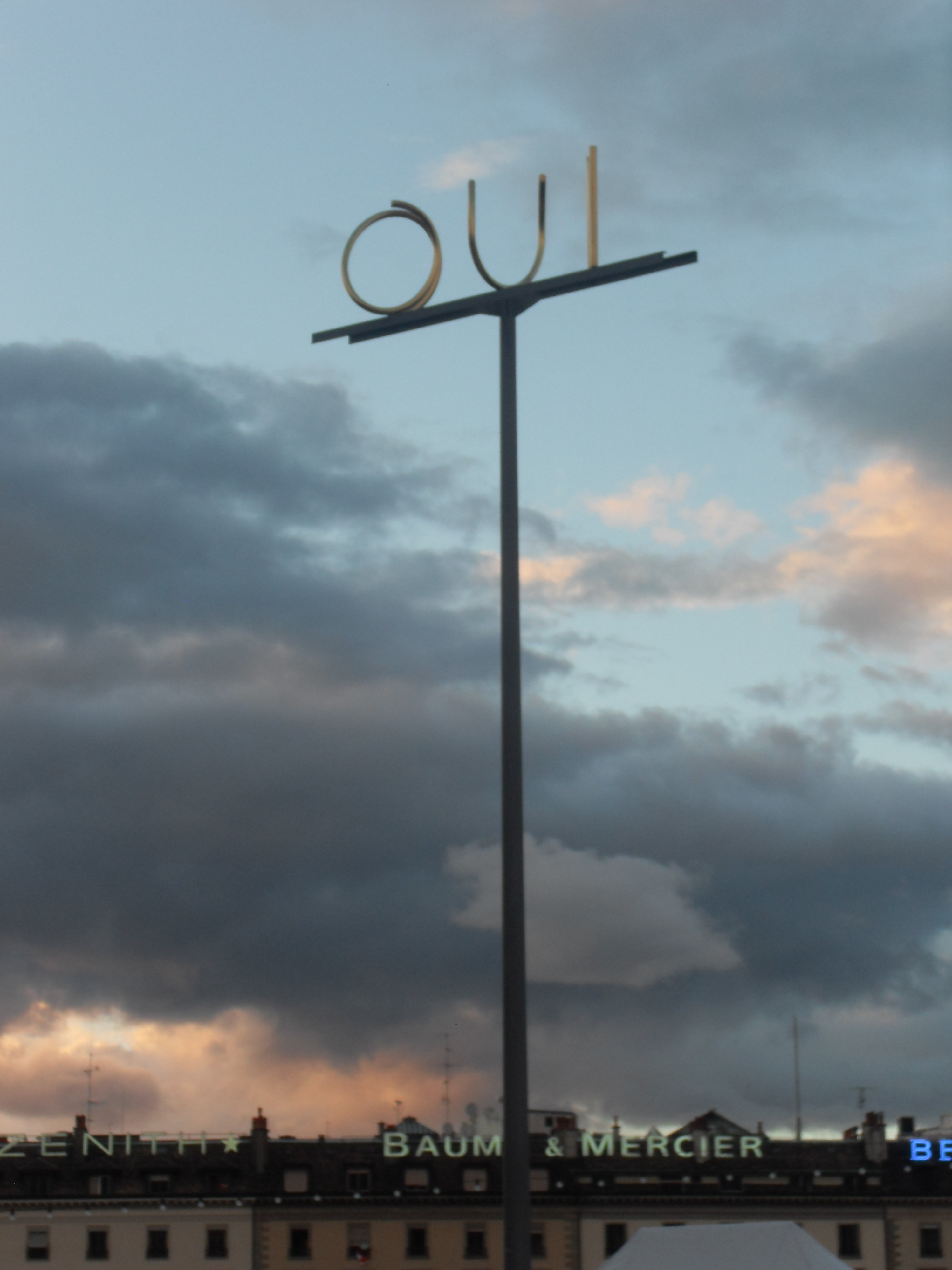
Skulptur i Genève, som ses som "oui" ("ja") från rätt vinkel...
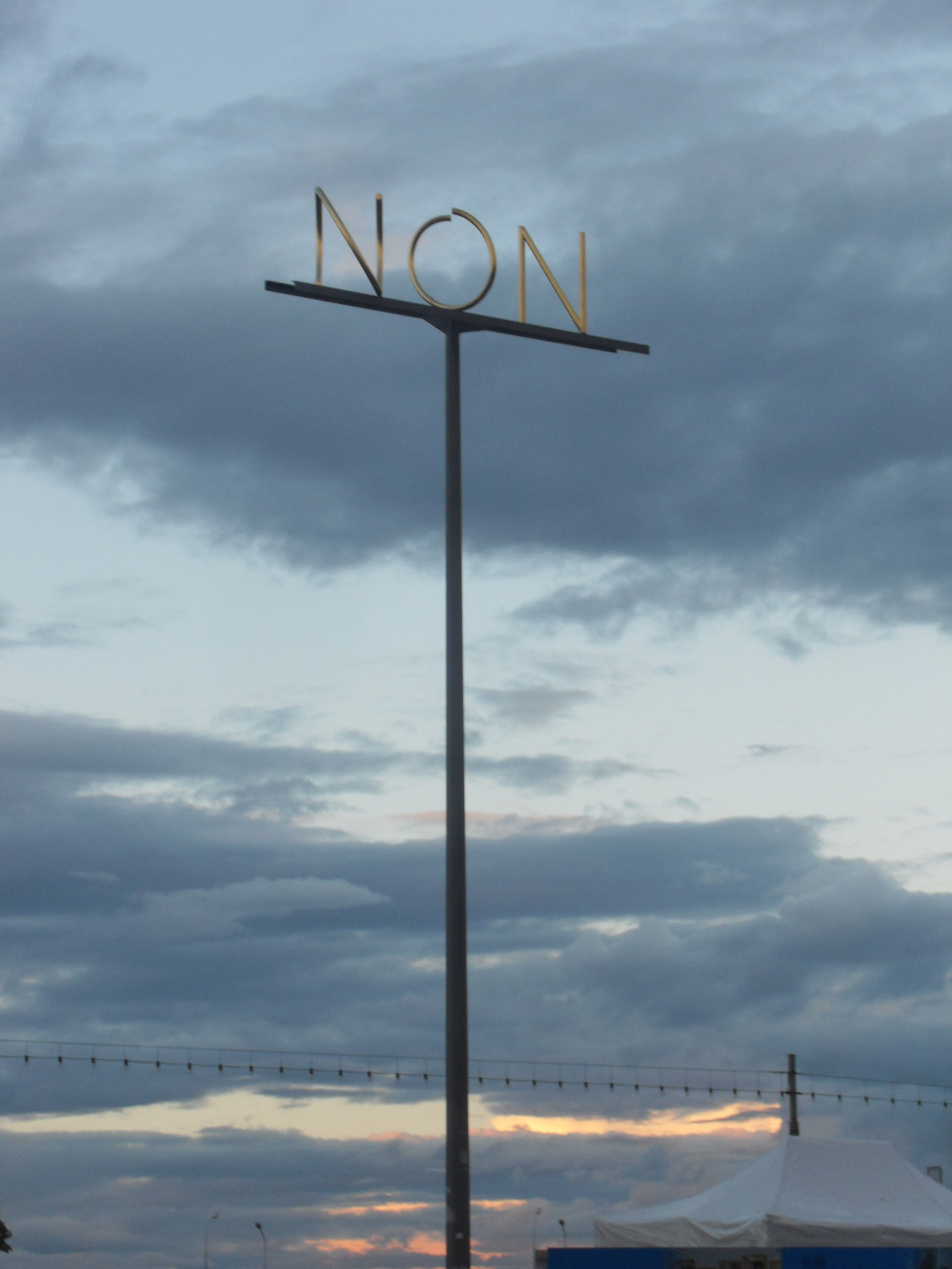
... och som "non" ("nej") från en annan.